# Courtoisina assimilis
Courtoisina assimilis är en halvgräsart som först beskrevs av Ernst Gottlieb von Steudel, och fick sitt nu gällande namn av Maquet. Courtoisina assimilis ingår i släktet Courtoisina, och familjen halvgräs. Inga underarter finns listade i Catalogue of Life.